# Gynacantha villosa
Gynacantha villosa là một loài chuồn chuồn ngô thuộc họ Aeshnidae. Nó được tìm thấy ở Botswana, Burundi, Cộng hòa Trung Phi, Cộng hòa Dân chủ Congo, Ethiopia, Kenya, Malawi, Mozambique, Nam Phi, Tanzania, Uganda, Zambia, và có thể là Burkina Faso. Môi trường sinh sống tự nhiên của nó ở các khu rừng thấp ẩm nhiệt đới hoặc cận nhiệt đới và vùng đất ngập nước có cây bụi.